# Gorhey
Gorhey est une commune française située dans le département des Vosges, en région Grand Est.

## Géographie

### Localisation

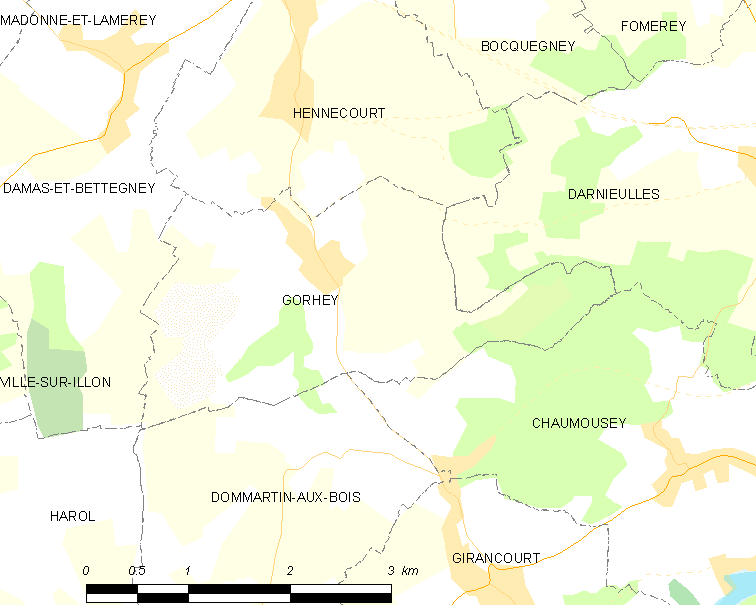
Situation géographique de Gorhey.

Gorhey est situé au sud-est de Dompaire dans la vallée de la Gitte, affluent du Madon.

### Géologie et relief
Ce village se trouve à 330 mètres d'altitude. Il est sis sur le versant d'une colline au pied de laquelle coule la Gitte.
Forêt communale. 
Un projet d'aménagement de 53 ha est prévu sur la période du 1er janvier 2011 au 31 décembre 2030.
|                    | Hennecourt         | Darnieulles |
| Damas-et-Bettegney | Gorhey             |             |
| Harol              | Dommartin-aux-Bois | Chaumousey  |

### Hydrographie et les eaux souterraines
Hydrogéologie et climatologie : Système d’information pour la gestion des eaux souterraines du bassin Rhin-Meuse :
Territoire communal : Occupation du sol (Corinne Land Cover); Cours d'eau (BD Carthage), 
Géologie : Carte géologique; Coupes géologiques et techniques, 
Hydrogéologie : Masses d'eau souterraine; BD Lisa; Cartes piézométriques.

#### Réseau hydrographique
La commune est située dans le bassin versant du Rhin au sein du bassin Rhin-Meuse. Elle est drainée par la ruisseau la Gitte et le ruisseau des Rayeux,.
La Gitte, d'une longueur totale de 22,2 km, prend sa source dans la commune de Harol et se jette dans le Madon à Velotte-et-Tatignécourt, après avoir traversé neuf communes.

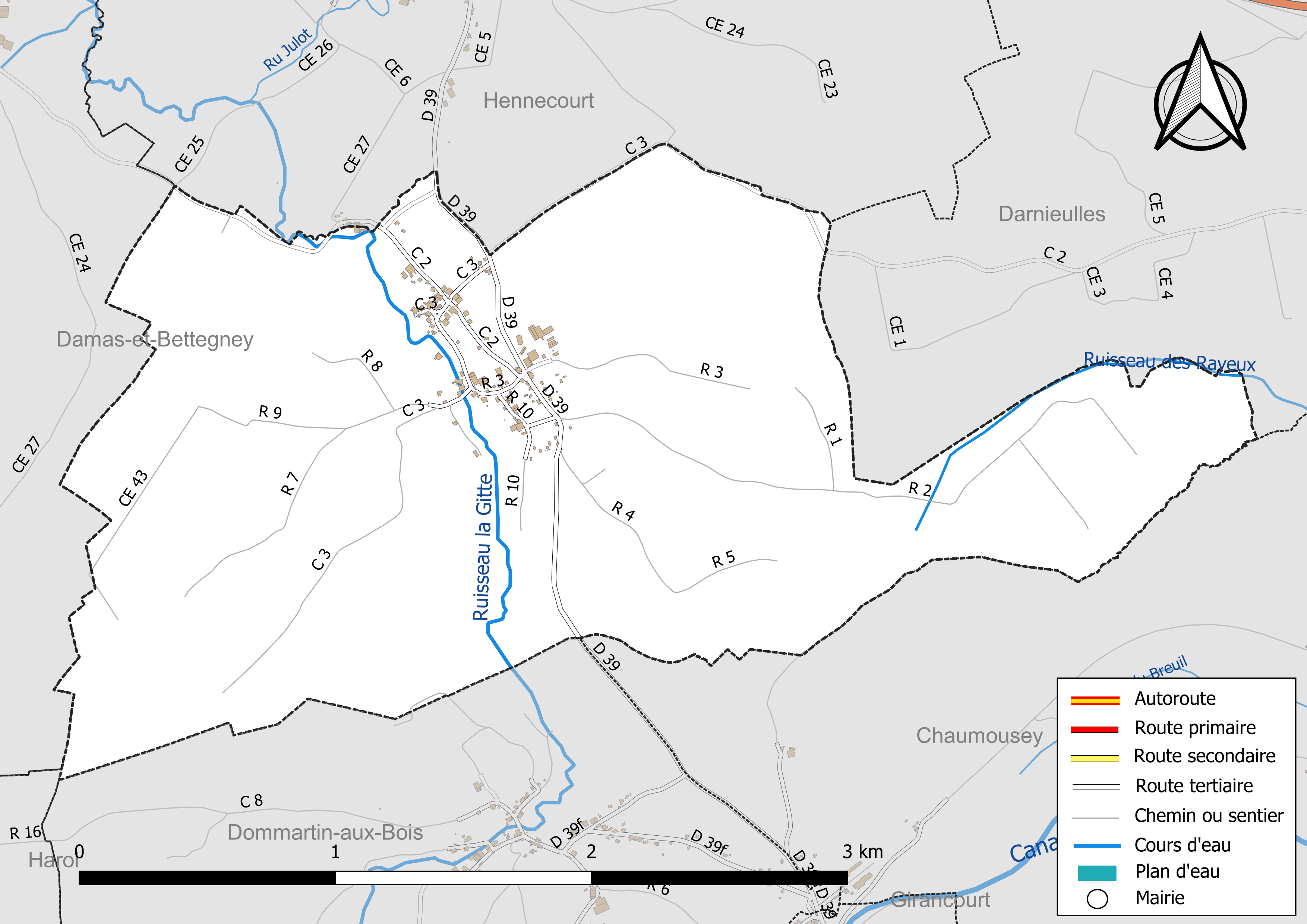
Réseaux hydrographique et routier de Gorhey.

#### Gestion et qualité des eaux
Le territoire communal est couvert par le schéma d'aménagement et de gestion des eaux (SAGE) « Nappe des Grès du Trias Inférieur ». Ce document de planification, dont le territoire comprend le périmètre de la zone de répartition des eaux de la nappe des Grès du trias inférieur (GTI), d'une superficie de 1 497 km2, est en cours d'élaboration. L’objectif poursuivi est de stabiliser les niveaux piézométriques de la nappe des GTI et atteindre l'équilibre entre les prélèvements et la capacité de recharge de la nappe. Il doit être cohérent avec les objectifs de qualité définis dans les SDAGE Rhin-Meuse et Rhône-Méditerranée. La structure porteuse de l'élaboration et de la mise en œuvre est le conseil départemental des Vosges.
La qualité des eaux de baignade et des cours d’eau peut être consultée sur un site dédié géré par les agences de l’eau et l’Agence française pour la biodiversité.

### Climat
Pour des articles plus généraux, voir Climat du Grand Est et Climat des Vosges.
En 2010, le climat de la commune est de type climat des marges montargnardes, selon une étude du Centre national de la recherche scientifique s'appuyant sur une série de données couvrant la période 1971-2000. En 2020, Météo-France publie une typologie des climats de la France métropolitaine dans laquelle la commune est exposée à un climat semi-continental et est dans la région climatique  Lorraine, plateau de Langres, Morvan, caractérisée par un hiver rude (1,5 °C), des vents modérés et des brouillards fréquents en automne et hiver. 
Pour la période 1971-2000, la température annuelle moyenne est de 9,6 °C, avec une amplitude thermique annuelle de 17,1 °C. Le cumul annuel moyen de précipitations est de 1 002 mm, avec 12,8 jours de précipitations en janvier et 10 jours en juillet. Pour la période 1991-2020, la température moyenne annuelle observée sur la station météorologique de Météo-France la plus proche, « Dommartin-aux-Bois_sapc », sur la commune de Dommartin-aux-Bois à 4 km à vol d'oiseau, est de 10,6 °C et le cumul annuel moyen de précipitations est de 908,9 mm. 
La température maximale relevée sur cette station est de 39,4 °C, atteinte le 25 juillet 2019 ; la température minimale est de −17,5 °C, atteinte le 20 décembre 2009,,. 
Les paramètres climatiques de la commune ont été estimés pour le milieu du siècle (2041-2070) selon différents scénarios d'émission de gaz à effet de serre à partir des nouvelles projections climatiques de référence DRIAS-2020. Ils sont consultables sur un site dédié publié par Météo-France en novembre 2022.

## Urbanisme

### Typologie
Au 1er janvier 2024, Gorhey est catégorisée commune rurale à habitat dispersé, selon la nouvelle grille communale de densité à sept niveaux définie par l'Insee en 2022.
Elle est située hors unité urbaine. Par ailleurs la commune fait partie de l'aire d'attraction d'Épinal, dont elle est une commune de la couronne,. Cette aire, qui regroupe 118 communes, est catégorisée dans les aires de 50 000 à moins de 200 000 habitants,.

### Occupation des sols
L'occupation des sols de la commune, telle qu'elle ressort de la base de données européenne d’occupation biophysique des sols Corine Land Cover (CLC), est marquée par l'importance des territoires agricoles (74 % en 2018), en diminution par rapport à 1990 (77,2 %). La répartition détaillée en 2018 est la suivante :
prairies (32 %), terres arables (31,8 %), forêts (17,4 %), zones agricoles hétérogènes (10,2 %), zones urbanisées (4,5 %), milieux à végétation arbustive et/ou herbacée (4,1 %). L'évolution de l’occupation des sols de la commune et de ses infrastructures peut être observée sur les différentes représentations cartographiques du territoire : la carte de Cassini (XVIIIe siècle), la carte d'état-major (1820-1866) et les cartes ou photos aériennes de l'IGN pour la période actuelle (1950 à aujourd'hui).

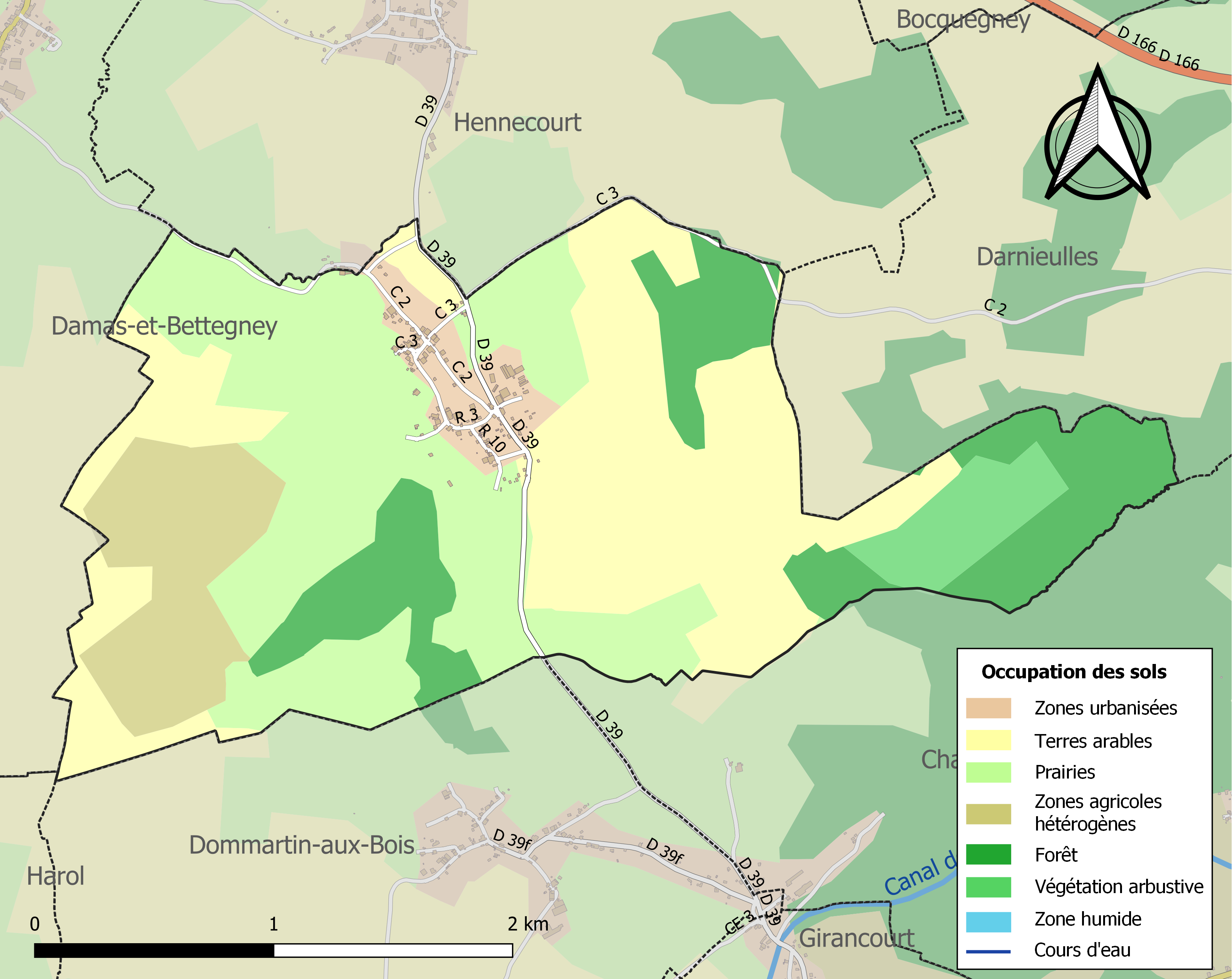
Carte des infrastructures et de l'occupation des sols de la commune en 2018 (CLC).

### Voies de communications et transports

#### Voies routières
- A31 (aussi appelée autoroute de Lorraine-Bourgogne). Échangeur Bulgnéville.

#### Transports en commun
- Fluo Grand Est.

#### Lignes SNCF
- Gare de Thaon
- Gare d'Épinal
- Gare de Châtel - Nomexy

#### Transports aériens
- Aéroport d'Épinal-Mirecourt « Vosges Aéroport ».

À partir de l'été 2021, l’aéroport d’Épinal-Mirecourt devient le pélicandrome de la Zone Est et servira ainsi de base de ravitaillement et d’intervention pour les avions bombardiers d’eau Q Series ou de Havilland Canada DHC-8, aussi connu sous le nom de Dash 8.

## Toponymie
Le nom de la localité est attesté sous les formes Guoherei en 1144, Gohorei en 1157.
Il s'agit d'un composé gallo-roman tardif, basé sur l'anthroponyme germanique Godehar ou Godeharius, suivi du suffixe -i-acum,.
D'après les noms du cadastre de Gorhey, beaucoup de noms de lieux sont issus du germanique.

## Histoire
L'histoire de Gorhey est liée à celle des Chanoinesses de Remiremont. L'abbaye de Remiremont, primitivement contemplative, a cessé son activité avec l'an mil. Dès le XIe siècle, les Dames Chanoinesses prennent le relais. Ces Dames, d'origine noble, ne perdent pas leurs droits et privilèges. Elles ne prononcent pas de vœux à l'exception de la Dame Abbesse. Cette personne, le plus souvent de très haute famille, ne relève que du Pape et de l'Empereur; elle porte le titre de princesse du Saint-Empire. Et c'est avec ces Dames que commence l'histoire connue de Gorhey.
Madame la Sonrière qui, à l'origine, était chargée de l'approvisionnement et de la subsistance du monastère, devait avoir vingt-cinq ans pour être élue par l'Abbesse et le Chapitre. C'est d'elle que dépendent plusieurs seigneuries, entre autres Gorhey. L'abbesse de Remiremont, dont Gorhey était le fief mouvant, avait le droit de haute, moyenne et basse justice par tout le ban et finage. En son absence, la Dame Sonrière la représente et perçoit la moitié des tailles et amendes ainsi que tous les droits, confiscations, profits, mainmorte et émoluments sur les maisons et sujets
En 1562, une charte de Charles, duc de Lorraine, Bar et Calabre, signale qu'un quart des forêts de Gorhey lui appartient, un autre quart à Guillaume Dally, baron de Fontenoy et pour la moitié à l'église Saint-Pierre de Remiremont. L'appartenance des terres avait toujours été contestée. Déjà au XIe siècle existait une dissension entre les Chanoinesses et l'abbaye de Chaumousey. Gisèle ou Gilette, abbesse de Remiremont prétendait que tout lui appartenait, y compris la paroisse de Chaumousey Après bien des transactions pénibles, Séhérus, abbé de Chaumousey, s'est rendu à Remiremont pour la voir et lui parler de vive voix en compagnie de l'archidiacre de Toul et de deux chanceliers Il a fallu que le pape mette fin à tous ces démêlés et le 15 septembre 1098 une transaction est signée
Le village était dirigé par un autre maire pris parmi les habitants et était nommé par l'abbesse à qui il devait rendre serment officiellement Il devait, sous peine d'amende, assister à l'office à Remiremont, deux fois par an et notamment le jour de la Saint Romaric et le dimanche des Rameaux afin de représenter son ban en compagnie des maires des cinquante-deux bans de ladite église.
Le 12 octobre 1790 paraît le décret d'abolition du Chapitre noble de Remiremont. C'est avec joie que la nouvelle est accueillie à Gorhey et deux ans plus tard on plante le chêne de la liberté devant l'église,.

## Politique et administration

### Découpage territorial
La commune fut située dans l'arrondissement de Mirecourt jusqu'en 1926, puis dans l'arrondissement d'Épinal jusqu'en 2023.
Par arrêté préfectoral du 15 septembre 2023, la commune est retirée le 1er janvier 2024 de l'arrondissement d'Épinal et rattachée à l'arrondissement de Neufchâteau.

### Liste des maires
| Période                                  | Période   | Identité                  | Étiquette | Qualité |
| ---------------------------------------- | --------- | ------------------------- | --------- | ------- |
| Les données manquantes sont à compléter. |           |                           |           |         |
|                                          |           | Clément Remy              |           |         |
| 1971 ?                                   | mars 1989 | Pierre Chaney (1920-2013) |           |         |
| juin 1995                                | mars 2001 | Michel Caye               |           |         |
| mars 2001                                | mars 2014 | Yvan Carly                |           |         |
| mars 2014                                | mai 2020  | Jean-Louis Duc            |           |         |
| mai 2020                                 | En cours  | Isabelle Laurent          |           |         |

### Budget et fiscalité 2023

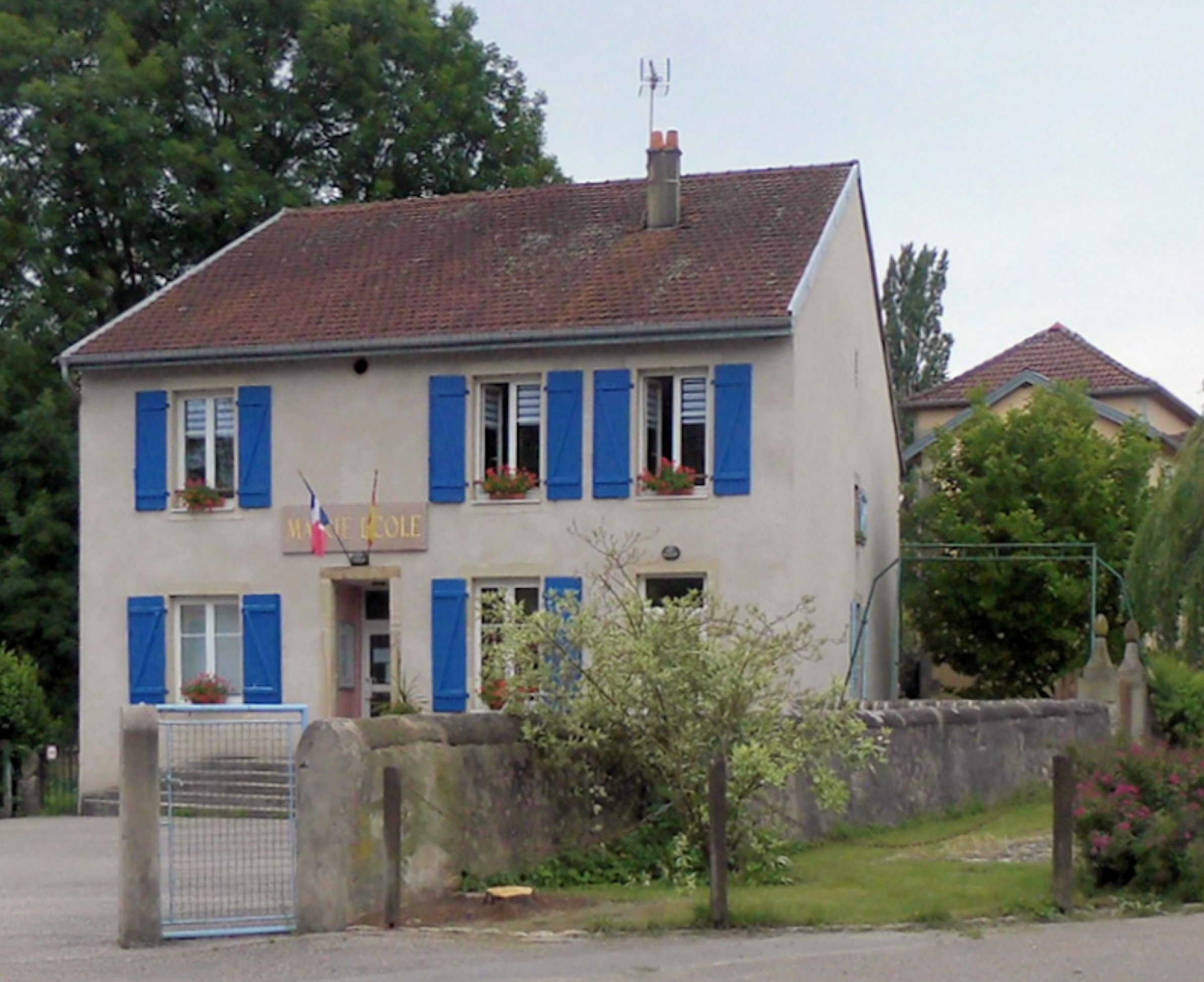
La mairie-école.

En 2023, le budget de la commune était constitué ainsi :
- total des produits de fonctionnement : 155 000 €, soit 884 € par habitant ;
- total des charges de fonctionnement : 132 000 €, soit 754 € par habitant ;
- total des ressources d'investissement : 32 000 €, soit 181 € par habitant ;
- total des emplois d'investissement : 32 000 €, soit 180 € par habitant ;
- endettement : 92 000 €, soit 525 € par habitant.

Avec les taux de fiscalité suivants :
- taxe d'habitation : 23,03 % ;
- taxe foncière sur les propriétés bâties : 42,09 % ;
- taxe foncière sur les propriétés non bâties : 22,08 % ;
- taxe additionnelle à la taxe foncière sur les propriétés non bâties : 0,00 % ;
- cotisation foncière des entreprises : 0,00 %.

Chiffres clés Revenus et pauvreté des ménages en 2021 : médiane en 2021 du revenu disponible, par unité de consommation : 20 640 €.

## Population et société

### Démographie

#### Évolution démographique
L'évolution du nombre d'habitants est connue à travers les recensements de la population effectués dans la commune depuis 1793. Pour les communes de moins de 10 000 habitants, une enquête de recensement portant sur toute la population est réalisée tous les cinq ans, les populations de référence des années intermédiaires étant quant à elles estimées par interpolation ou extrapolation. Pour la commune, le premier recensement exhaustif entrant dans le cadre du nouveau dispositif a été réalisé en 2006.

En 2022, la commune comptait 169 habitants, en évolution de −6,63 % par rapport à 2016 (Vosges : −2,96 %, France hors Mayotte : +2,11 %).
| 1793 | 1800 | 1806 | 1821 | 1831 | 1836 | 1841 | 1846 | 1856 |
| ---- | ---- | ---- | ---- | ---- | ---- | ---- | ---- | ---- |
| 169  | 169  | 180  | 153  | 202  | 192  | 192  | 187  | 171  |

| 1861 | 1866 | 1876 | 1881 | 1886 | 1891 | 1896 | 1901 | 1906 |
| ---- | ---- | ---- | ---- | ---- | ---- | ---- | ---- | ---- |
| 164  | 162  | 165  | 143  | 150  | 155  | 151  | 151  | 143  |

| 1911 | 1921 | 1926 | 1931 | 1936 | 1946 | 1954 | 1962 | 1968 |
| ---- | ---- | ---- | ---- | ---- | ---- | ---- | ---- | ---- |
| 149  | 138  | 130  | 132  | 130  | 127  | 114  | 120  | 138  |

| 1975 | 1982 | 1990 | 1999 | 2006 | 2011 | 2016 | 2021 | 2022 |
| ---- | ---- | ---- | ---- | ---- | ---- | ---- | ---- | ---- |
| 105  | 132  | 157  | 158  | 144  | 173  | 181  | 170  | 169  |

### Enseignement
Établissements d'enseignements :
- Écoles maternelles et primaires à Hennecourt, Damas-et-Bettegney, Girancourt, Darnieulles, Harol, Chaumousey.
- Collèges à Dompaire, Golbey, Thaon-les-Vosges, Épinal.
- Lycées à Harol, Thaon-les-Vosges, Épinal.

### Santé
Professionnels et établissements de santé :
- Médecins à Damas-et-Bettegney, Girancourt, Darnieulles, Chaumousey, Dompaire, Uxegney, Les Forges.
- Pharmacies à Girancourt, Chaumousey, Dompaire, Uxegney, Les Forges.
- Hôpitaux à Ville-sur-Illon, Golbey, Thaon-les-Vosges, Épinal.

### Cultes
- Culte catholique, Paroisse La-Croix-de-Virine[51], Diocèse de Saint-Dié.

## Économie

### Entreprises et commerces
- Commerces et services de proximité[52].

## Culture locale et patrimoine

### Lieux et monuments
- Église Saint-Paul, abside XIIe siècle, nef XVIIIe siècle, retable de Sainte-Anne. L'église et le mur d'enceinte du cimetière sont inscrits au titre des monuments historiques par arrêté du 20 janvier 1989. Le Chœur, le transept et la tour sont classés par arrêté du 23 août 1990[53].

Patrimoine mobilier :
* Plaque commémorative de fondation de messe
* Croisillon d'une croix de chemin.
* Groupe sculpté : Visitation de la Vierge à sainte Elisabeth.
* Retable, groupe sculpté : Sainte-Anne
* Croix de procession.
- Patrimoine rural recensé par le service régional de l'Inventaire général du patrimoine culturel[59].
- Fontaine symétrique à quatre bacs.
- Petit pont en pierre sur la Gitte.
- Monument aux morts[60],[61].
- Patrimoine naturel : Chêne remarquable[62],[63].

### Personnalités liées à la commune
- Charles Ferry, Archiviste de la ville et des hospices d'Épinal[64].
- Hyacinthe Hippolyte Grandemange, prêtre[65].
- Jean Joseph Poirot, médaillé de Sainte-Hélène[66].

### Héraldique, logotype et devise
Commune sans blason.

## Pour approfondir